# Четвёртое
Четвёртое — озеро на юго-западе Тверской области, расположено на территории Нелидовского района. Принадлежит бассейну Межи.
Находится в 17 километрах к юго-западу от города Нелидово. Озеро имеет округлую форму, его длина и ширина почти одинаковы — 800—850 метров. В северо-восточной части имеется узкий залив длиной более 300 метров. Площадь водного зеркала — 0,6 км². Протяжённость береговой линии — более 3 км.
Сток из озера осуществляется в Межу через болота. К юго-западу от Четвёртого находится озеро Кремно, К северо-западу — озёра Долгое и Глухое; к северо-востоку — озеро Клютиковское. Населённых пунктов на берегу озера нет.